# Giovan Battista Andreini
Giovan Battista Andreini (Firenze, 1576 o 1579 – Reggio nell'Emilia, 7 giugno 1654) è stato un attore teatrale, drammaturgo e capocomico italiano.
Fu autore di testi drammatici, trattati teatrali e opere in versi.

## Biografia
Giovan Battista Andreini nacque a Firenze molto probabilmente il 9 febbraio 1576, data registrata nel suo oroscopo contenuto in un codice della Biblioteca Nazionale Centrale di Firenze, ma altri studiosi come Francesco Bartoli farebbero posticipare l'anno fino al 1578 o, nel caso di Giammaria Mazzuchelli, il 1579. Figlio di Francesco Andreini (all'anagrafe Francesco de' Cerrachi) e Isabella Andreini (nata Isabella Canali), famosi comici della compagnia dei Gelosi, fu il primo dei sette figli della coppia. Siccome nel 1578 la compagnia dei genitori stazionò a Parigi fino a maggio mentre nel 1576 e 1579 lavorarono in Italia, è più probabile far risalire a queste due date l'anno di nascita di Giovan Battista. Nel caso fosse nato nel 1576, si sarebbe trattato di un parto fuori dal matrimonio, poiché Francesco e Isabella si sposarono solo nel 1578. Nel 1594, dopo aver trascorso diversi anni di studio a Bologna, si unì alla compagnia dei genitori, ricoprendo il ruolo dell'innamorato coi nomi di Lelio e Florindo.
A Milano tra il 1601 e il 1603 sposò Virginia Ramponi, anche lei attrice, alla quale Andreini dedicherà la sua prima opera Florinda (nome in scena della moglie). Florinda verrà rappresentata nel 1603 a Firenze all'Accademia degli Spensierati. Andreini fondò la compagnia dei Fedeli, di cui presenza viene attestata a partire dal 1601, che sarà attiva presso le principali corti italiane ed europee. Andreini si considerò milanese d'adozione anche grazie alla protezione del governatore di quel tempo, Pedro Enríquez de Acevedo, che fu anche padrino dell'unico figlio dell'attore. Nella città lombarda trovò diversi editori per poter stampare e pubblicare le sue opere, tra cui Pier Maria Cecchini, Nicolò Barbieri, Tristano Martinelli e Silvio Fiorilli.
Nel 1604 Lione muore la madre Isabella e in sua memoria Giovan Battista pubblica a Milano il poema in ottave Il Pianto di Apollo. Si scioglie così la compagnia dei Gelosi e i Fedeli entrano al servizio di Vincenzo I Gonzaga, duca di Mantova. Andreini scrive e stampa La saggia egiziana a Firenze, dedicandola ad Antonio de' Medici.
Del 1613 sono le prime rappresentazioni a Parigi, all'Hotel de Bourgogne per rappresentazioni pubbliche e al Louvre per la sola corte del Re di Francia. Nel 1624 compie un altro viaggio a Parigi e tra il 1626 e il 1628 va a Praga e vi resta per qualche tempo, su invito di Ferdinando II.
Nel 1630, anno della peste, torna in Italia e a Bologna muore sua moglie. Tra il 1630 e il 1634 scrive il poema in ottava rima Il penitente, riguardante il flagello della peste. Con La rosella torna al suo solito stile e riprende le rappresentazioni (tra cui Verona, Vicenza, Venezia e Mantova). Sposa la sua amante storica, Virginia Rotari, in arte Lidia.
Negli anni dal 1643 al 1647 Andreini parte nuovamente per la Francia, dove scrive L'ossequio dedicato ad Anna d'Austria, regina di Francia. Nel 1652 si stabilisce presso alcuni suoi poderi a Mantova, con la moglie.
Secondo Virginio Mazzelli, studioso della vita di Andreini, la morte di quest'ultimo è da datare tra i giorni 7 e 8 del giugno 1654, a Reggio Emilia.

## Opere principali

### Teatro
- Florinda (1603)
- Lo sfortunato poeta (1606)
- La Turca (1611, 1620 in una seconda versione)
- Lo schiavetto (1612)
- Adamo (1613)  (ed. critica a c. di A. Ruffino, Lavis 2007 ISBN 978-8888097-76-3)
- La Maddalena. Sacra rappresentazione (1617, riedito nel 1629)
- La Veneziana (1619)
- Lelio Bandito (1620)
- La Sultana (1622)
- La Ferinda (1622)
- Amor nello specchio (1622)
- Li Duo Lelii (1622)
- La Centaura (1622)
- Le due Comedie in Comedia (1623)
- La Campanaccia (1627)
- La Rosella (1632)
- I due baci (1634)
- La Rosa (1638)
- Ismenia, opera reale e pastorale (1639)
- Lella piangente (1644)
- Il nuovo risarcito convitato di pietra (1651)
- La Maddalena lasciva e penitente (1652)

### Opere teoriche
- La saggia egiziana (1604)
- La divina visione (1604)
- Dialogo fra Momo e Verità (1612)
- Teatro Celeste (1624)

### Poemi
- Il Pianto di Apollo (1606)
- La Maddalena (1610, ripubblicato in una nuova versione nel 1628)
- Il Mincio Ubbidiente (1620)
- La Tecla vergine e martire (1623)
- Lo specchio (1625)
- Il Conflitto. Guerra tra Bresciani e Cremonesi, con la conversione di sant'Obicio nobile bresciano (1630), poema in ottava rima
- Il Penitente (1631), poema in ottava rima
- Le Cinque rose del giardino di Berico (1633)
- L'Arno festeggiante a' serenissimi sposi Ferdinando II, gran duca di Toscana, e Vittoria della Rovere (1636)
- L'Olivastro (1642), poema in ottava rima
- Le lagrime (1643)